# 豊島将之
豊島 将之（とよしま まさゆき、1990年4月30日 - ） は、将棋棋士。桐山清澄九段門下。棋士番号は264。
愛知県一宮市出身、兵庫県尼崎市在住。関西大学第一高等学校卒業、関西大学文学部中退。愛称は「とよぴー」。
史上最年少で奨励会に入会し、2007年に四段に昇段して平成生まれ初のプロ棋士となった。2018年に5回目のタイトル挑戦で初タイトルとなる棋聖を獲得、その後に王位、名人とタイトルを獲得し、2019年には竜王を獲得して史上4人目の竜王名人となった。

## 棋歴

### プロ入り前
4歳の頃、羽生世代の棋士を追ったテレビ番組を見かけたことをきっかけに母に将棋を教わる。5歳で大阪府豊中市に転居後は、小学3年生でアマ6段となるまで（同年、史上最年少で奨励会入り）、関西将棋会館の道場で指導棋士・土井春左右から指導を受けた。豊島は「師匠（桐山清澄）や土井先生がいなかったら、棋士になっていなかった」と述べている。
小学1年生でアマ四段となり、脇謙二に指導対局を受けて飛香落ちで完勝した。1998年には豊島を紹介する「恐るべき天才少年」というカラー写真入りの記事が週刊将棋の1面トップを飾った。9歳・小学3年でアマ六段となった。
小学3年生の9月に6級で奨励会に入会し、史上最年少記録としてNHKで報道された。成績には波があったが、小学5年生の9月までに1級に昇級するというスピード出世で、史上初の小学生プロ棋士の期待がかかった。しかし、そこから初段昇段までに1年半を要した。それでも三段昇段は中学2年生の4月で当時の史上最年少記録を作った、2007年3月に三段リーグを14勝4敗の1位で抜けるまでに2年半（5期）かかり、プロ入りは関西大学第一高等学校2年生になってからであった。平成生まれ初のプロ棋士となった。
公式戦への初登場は、三段時に出場した第36期新人王戦における14歳6か月で，これは藤井聡太の14歳5か月に次ぐ史上2番目の年少記録である。

### プロ入り後
プロ1年目の2007年度は、8月3日から10月9日まで9連勝（王位戦の予選で谷川浩司を破った一局も含まれている）。10月23日に1敗を喫した後、さらに、10月30日から1月11日まで10連勝する。いわば、良いとこ取りで19勝1敗で、年度勝率も全棋士中3位の.714という活躍を見せる。
2009年度の初戦も白星となり、連勝を12に伸ばしたものの、次の対局（5月1日、第35期棋王戦予選、対・稲葉陽）で敗れ、その後に阿久津主税が13連勝したため連勝賞を逃した。しかしその後も破竹の勢いを見せ、5月から6月にかけて10連勝、8月から10月にかけても10連勝している。また第22期竜王ランキング戦5組で優勝。初参加からの2年連続優勝は、行方尚史に次ぎ14年ぶり2人目。その後の竜王戦本戦トーナメントでは、当時絶好調の稲葉陽と久々のタイトル挑戦を狙う田中寅彦を破り、ベスト9に入った。また第59期王将戦において、一次・二次予選のトーナメントを7連勝で駆け抜け、初のリーグ入りを果たす。王将リーグは定員7名、残留4名という棋界随一の難関であり、10代でのリーグ入りは加藤一二三・屋敷伸之に続く史上3人目で、谷川浩司・羽生善治もなし得なかった快挙である。リーグ表にタイトルホルダー、永世称号者がずらりと5名並ぶ中で2勝を挙げる健闘を見せたが、残留はできなかった。順位戦では、初参加から3期目となる第68期順位戦C級2組で開幕から8連勝。2戦を残して早々とC級1組への昇級を決めた（最終成績は10勝0敗）。2009年度は全棋士中1位の45勝（14敗）と勝率.763を記録する大活躍で、第37回将棋大賞の最多勝利賞と勝率1位賞を受賞。
2010年度は、第60期王将戦で二次予選を勝ち抜き、2年連続で王将リーグ入り。羽生、森内俊之ら並み居る強豪を破り、最終局で佐藤康光との1敗同士の直接対決を制して5勝1敗で挑戦権獲得、六段に昇段。自身初のタイトル挑戦となったが、久保利明王将との七番勝負は2勝4敗に終わり、タイトル奪取はならなかった。2010年度は、第38回将棋大賞の新人賞を受賞。
2011年度は、第70期順位戦C級1組で、7勝3敗で2位となり、B級2組への昇級を決める。
2012年度は、4月19日に竜王ランキング戦連続2回昇級により七段昇段。また、第71期順位戦B級2組で9勝1敗で2位となり、B級1組への2年連続昇級を決めた。

### タイトルの壁
2014年度、第62期王座戦挑戦者決定戦で丸山忠久を破り、羽生王座への挑戦権を獲得するも、2勝3敗で奪取ならず。
2014年3月29日、第3回将棋電王戦第3局にてYSSと対局し、83手で勝利した。
2015年度、第86期棋聖戦挑戦者決定戦で佐藤天彦を破り、再び羽生棋聖に挑むも、1勝3敗で敗れる。
2016年10月23日に将棋日本シリーズで決勝戦で佐藤天彦名人を破り、棋戦初優勝を果たした。
2016年度の第75期順位戦B級1組にてA級昇格のかかった最終戦で糸谷哲郎に勝利し、8勝4敗の成績で終了し、同じくA級昇級のかかった山崎隆之と阿久津主税の直接対決は山崎が敗れて、今期の順位の差で豊島が2位の成績で自身初のA級昇級を果たし、同時に八段昇段となった。
2017年度は、第67期王将戦・挑戦者決定リーグ戦において5勝1敗で1位となり、久保利明王将への挑戦を決めたものの、2勝4敗の成績でタイトル奪取とはならなかった。第76期順位戦A級では、前半に5連勝するも、後半失速して6勝4敗に終わり、自身も含めた6人によるプレーオフとなる。王将戦の番勝負を合間に挟むほどの過密スケジュールの中、プレーオフで久保利明・佐藤康光・広瀬章人に連続勝利するも、羽生善治に敗れて名人挑戦権獲得はならなかった。

### 初タイトル獲得、名人獲得
2018年度には、第89期棋聖戦挑戦者決定戦で三浦弘行を破り、羽生棋聖への挑戦権を獲得する。五番勝負は7月17日の第5局で豊島の3勝2敗で決着し、豊島は初タイトルとなる棋聖を獲得、8大タイトルを8人が分け合う群雄割拠に突入した。その棋聖戦第1局が行われる2日前の6月4日に、第59期王位戦の挑戦者決定戦で羽生善治を破り、菅井竜也王位への挑戦権を獲得し、七番勝負では9月27日の第7局で豊島の4勝3敗で決着し王位を獲得。自らの手で作り出した群雄割拠状態を、これまた自らの手で早々と終止符を打った。第77期順位戦A級では、後半で広瀬章人に1敗したのみで8勝1敗の成績を挙げ、佐藤天彦名人への挑戦権を獲得した。これらの成績により、第46回将棋大賞にて最優秀棋士賞を初受賞した。
2019年度、第77期名人戦七番勝負では、豊島が4勝0敗のストレート勝ちで名人（実力制第十四代）を獲得し、同時に九段への昇段も果たした。この名人位獲得により三冠（名人・王位・棋聖）を達成したが、これは史上9人目のことである。関西所属棋士による名人位獲得は1997年の谷川浩司以来、22年ぶりである。

### 令和初の竜王名人の誕生
名人獲得以降は第90期棋聖戦では渡辺明に1勝3敗、第60期王位戦では木村一基に3勝4敗で敗れ名人のみとなっていたが第27期銀河戦で渡辺を破り優勝し、竜王戦では王位戦と並行して戦った木村に勝ち挑戦者となった。第32期竜王戦七番勝負では豊島が広瀬章人を4勝1敗で破り令和初の竜王名人となった（竜王名人は2013年の森内俊之以来史上4人目。関西所属の棋士では1997年の谷川浩司以来。）。
そのうち名人位は、第78期名人戦で名人初挑戦となった渡辺明に対して2勝4敗に終わり、2020年8月15日に失冠となった。一方、第5期叡王戦本戦決勝三番勝負では渡辺に対して2勝1敗として挑戦権を獲得した。名人戦と並行して行われた永瀬拓矢叡王との七番勝負は、千日手1局と持将棋2局を含む「十番勝負」となり、2020年9月21日の最終局に豊島の勝利で決着、4勝3敗2持将棋（1千日手）で叡王を奪取した。

### タイトル初防衛
2018年から約2年間で5タイトルを獲得するも、棋聖・王位・名人と3つの防衛に失敗した。2020年、通算100期目のタイトル獲得を目指す羽生善治との対決となった第33期竜王戦は4勝1敗で豊島が勝利し、初めてのタイトル防衛を果たした。

### 藤井聡太との「19番勝負」
2021年度の第62期王位戦挑戦者決定戦では、羽生善治九段に勝利して藤井聡太王位への挑戦を決めた。第6期叡王戦では藤井が斎藤慎太郎八段を破り叡王挑戦を決め、さらに第34期竜王戦では藤井が永瀬拓矢王座に勝利し竜王挑戦を決めたため、豊島と藤井のタイトル戦は愛知県出身同士で王位戦・叡王戦・竜王戦の「19番勝負」となった。
王位戦七番勝負では、8月24日、25日の第5局に敗れ1勝4敗で挑戦失敗。叡王戦五番勝負では、9月13日の第5局に敗れ2勝3敗で防衛失敗。竜王戦七番勝負では藤井にストレートで敗れて、豊島は3年ぶりに無冠となった。王位戦開幕前は藤井に対して豊島の驚異の6勝1敗で、全棋士の中でも特に藤井に対する天敵として認知されており、快進撃を続ける藤井の最後の障壁となることを期待されていたが、藤井との「19番勝負」となった3連続のタイトル戦は全て挑戦・防衛に失敗した。
タイトル戦以外においても第71期王将戦挑戦者決定リーグ、第42回将棋日本シリーズJTプロ公式戦決勝でも藤井と対局し王将戦挑戦者決定リーグでは敗れたものの、JTプロ公式戦では勝利し、2年連続3度目の優勝を決める。対藤井戦では7連敗と苦戦していたが、辛くも一矢報いることとなった。
| 日付               | 棋戦              | 豊島の 手番・手数・勝敗 | 備考             |
| ------------------ | ----------------- | ----------------------- | ---------------- |
| 2021年06月29・30日 | 第62期王位戦第1局 | △後手 104手 勝ち        | [ 45 ]           |
| 2021年07月13・14日 | 第62期王位戦第2局 | ▲先手 102手 負け        | [ 46 ]           |
| 2021年07月21・22日 | 第62期王位戦第3局 | △後手 117手 負け        | [ 47 ]           |
| 2021年07月 025日   | 第06期叡王戦第1局 | △後手 095手 負け        | [ 48 ]           |
| 2021年08月 03日    | 第06期叡王戦第2局 | ▲先手 161手 勝ち        | [ 49 ]           |
| 2021年08月 09日    | 第06期叡王戦第3局 | △後手 121手 負け        | [ 50 ]           |
| 2021年08月18・19日 | 第62期王位戦第4局 | ▲先手 140手 負け        | [ 51 ]           |
| 2021年08月 022日   | 第06期叡王戦第4局 | ▲先手 091手 勝ち        | [ 52 ]           |
| 2021年08月24・25日 | 第62期王位戦第5局 | △後手 077手 負け        | 挑戦失敗         |
| 2021年09月06・07日 | 第62期王位戦第6局 | ―                       | ―                |
| 2021年09月 013日   | 第06期叡王戦第5局 | △後手 111手 負け        | 叡王失冠         |
| 2021年09月28・29日 | 第62期王位戦第7局 | ―                       | ―                |
| 2021年10月08・09日 | 第34期竜王戦第1局 | △後手 123手 負け        | [ 55 ]           |
| 2021年10月22・23日 | 第34期竜王戦第2局 | ▲先手 070手 負け        | [ 56 ]           |
| 2021年10月30・31日 | 第34期竜王戦第3局 | △後手 091手 負け        | [ 57 ]           |
| 2021年11月12・13日 | 第34期竜王戦第4局 | ▲先手 122手 負け        | 竜王失冠で無冠に |
| 2021年11月26・27日 | 第34期竜王戦第5局 | ―                       | ―                |
| 2021年12月04・05日 | 第34期竜王戦第6局 | ―                       | ―                |
| 2021年12月17・18日 | 第34期竜王戦第7局 | ―                       | ―                |

### タイトル失冠後の連続挑戦
2021年度の第71回NHK杯テレビ将棋トーナメントでは準決勝で羽生を破り、決勝で松尾歩を破って優勝する。2022年度の第63期王位戦挑戦者決定戦では、池永天志五段に勝利して2年連続で藤井聡太王位への挑戦を決めた。王位戦七番勝負では、9月5日、6日の第5局に敗れ1勝4敗で挑戦失敗となった。第70期王座戦挑戦者決定戦では、大橋貴洸六段に勝利し永瀬拓矢王座への挑戦を決めた。王座戦五番勝負では、10月4日の第4局に敗れ1勝3敗1千日手で挑戦失敗となった。
2023年度には、第71期王座戦で挑戦者決定戦に進出し、藤井聡太七冠と激突した。中終盤で形勢が二転三転する大熱戦となったが、最後は豊島が勝機を逃し敗北。二年連続の五番勝負登場とはならなかった。なお、この将棋は将棋大賞の名局賞を受賞している。

### 4期振りの名人戦登場
第82期順位戦A級では7勝2敗の成績を挙げ、藤井聡太名人への挑戦権を獲得した。七番勝負は1勝4敗で敗退し、5期ぶりの名人獲得はならなかった。

## 棋風
攻守のバランスに優れた万能タイプで、序盤・中盤・終盤すべてに隙が無く、居飛車も振り飛車も指しこなすオールラウンドプレーヤーとされる。
将棋電王戦に出場した2014年から将棋ソフトを用いた研究を始め、将棋ソフト研究の先駆的存在とされている。2014年の王座挑戦の頃から研究会やVSから遠のき、対人での研究をやめて完全に将棋ソフト研究に転換したが、2020年頃から対人研究を再開した。序盤に時間を使わず終盤戦に時間を残す戦いが多い。力戦形も得意としていて、最速の勝ちを目指すよりも抜群の大局観で押し切る将棋が真骨頂である。

### 評価
2018年時点では、豊島・菅井竜也・稲葉陽・糸谷哲郎・斎藤慎太郎・佐藤天彦（元関西奨励会所属）の6名が「関西若手6強」とされていた。

## 人物
趣味は読書。好きな作家は東野圭吾、綾辻行人、森博嗣。プロ野球は阪神タイガースのファン。またバスケットボール（特にNBA）観戦も好きで、ゴールデンステート・ウォリアーズのファン。選手ではステフィン・カリーが好み。
愛称は「とよぴー」「とよぴ」「きゅん」。ただし本人は2019年の名人初獲得時に「（きゅんは）もう30近いのでどうかと思う。個人的には微妙な感じ」としているが、呼ぶことそのものは「楽しんでもらえれば」と忌避してはいない。
囲碁棋士の芝野虎丸と顔がそっくりと言われることがあり、共にそれを認める発言をしている。2019年の囲碁名人戦（朝日新聞社主催）で芝野がタイトルを獲得したため2020年1月1日発売の朝日新聞で豊島との新名人同士の紙上対談が実現した。

### 家族
父は大阪市内に事務所を開設する弁護士で、交通事故処理に造詣が深い。愛知県一宮市出身の豊島は、父の弁護士開業により5歳のときに大阪に移った。父方祖父母は2021年現在も一宮市在住で、その縁から豊島は定期的に同市での指導対局など普及活動を行っている。

## 将棋におけるエピソード
- 真部一男（2007年11月24日に死去）にとっての最後の対局（同年10月30日）の相手となった。この一局は33手で後手の真部が投了したものであった。実は真部は、次の34手目に幻の△4二角と打つ妙手を発見していたが、その手を指すと豊島が長考に沈み、自分の体が持たないであろうと考えたから投了したという[注釈 3]。
- 2012年のNHK杯1回戦で豊島との対局相手の佐藤紳哉が「豊島？強いよね。序盤、中盤、終盤、隙がないと思うよ」と発言した。[67]。これはファンの間で広く知られるところとなり[85]、13年後の2025年には後述の通りこれをパロディ化したCMが製作された。
- 2016年10月30日、東京・将棋会館で行われる第2期叡王戦本戦で久保利明と対局するため、関西所属の豊島は前日に東京入りし、14時の対局開始を待っていた[86]。一方、同じく関西所属の久保は14時開始を19時開始と勘違いし、当日に東京入りして19時からの対局に臨む予定であった[86]。当日になり、勘違いに気づいた久保は、急遽、飛行機で東京に向かおうとしたが、14時30分発の伊丹 - 羽田便に乗るのが限度であった[86]。この対局は主催社であるドワンゴのニコニコ生放送で生中継されており、久保の到着を待って対局を実施することも検討されたが、規定どおりに久保の遅刻が1時間に達した時点で豊島の不戦勝とすることに決まった[86]。豊島は、対局開始の14時になると自分の駒と久保の駒を全て並べ、15時になって不戦勝が決まるまで正座を崩さなかった[86]。一部始終がネットで生中継されたこともあり、この対局のことはテレビニュースで取り上げられた[86]。
- 名人位を失冠した第78期名人戦最終局の最終手（第6局100手目）では、19分考えた末に投了した[87]。
- 以前は気圧変化に弱く「飛行機に乗ると耳が痛くなる」として、遠距離への移動でも陸路を選択する傾向があった。しかし、陸路は移動時間が長く体への負担やスケジュール調整も厳しくなることから、2020年1月に鼻の骨を削る手術を受けた。以後は徐々に空路も利用するようになっており、2021年6月には「タイトル戦での飛行機移動を解禁する」意向を明らかにした[88]。同年7月、北海道旭川市で行われた第62期王位戦七番勝局第2局へは空路で現地入りした[89]。

## 弟子

### 女流棋士となった弟子
| 名前       | 女流プロ入り日 | 段位、主な活躍 |
| ---------- | -------------- | -------------- |
| 岩佐美帆子 | 2022年2月1日   | 女流1級        |

（2023年4月1日現在）

## 昇段履歴
- 1999年09月20日 ： 6級（小学3年） = 奨励会入会
- 2000年02月10日 ： 5級（　〃　）
- 2000年05月20日 ： 4級（小学4年）
- 2001年01月20日 ： 3級（　〃　）
- 2001年05月10日 ： 2級（小学5年）
- 2001年09月20日 ： 1級（　〃　）
- 2003年02月10日 ： 初段（小学6年）
- 2003年09月12日 ： 二段（中学1年）
- 2004年04月05日 ： 三段（第36回三段リーグ<2004年度後期>から三段リーグ参加、当時歴代最年少三段[91]）
- 2007年04月01日 ： 四段（第40回奨励会三段リーグ成績1位） = プロ入り[17]
- 2009年05月08日 ： 五段（竜王ランキング戦連続昇級） [92]
- 2010年11月29日 ： 六段（タイトル挑戦 = 王将戦）[20]
- 2012年04月19日 ： 七段（竜王ランキング戦連続昇級） [93]
- 2017年03月09日 ： 八段（順位戦A級昇級）[94]
- 2019年05月17日 ： 九段（名人位獲得）[95]

## 主な成績

### タイトル・永世称号
は2025年8月現在の在位。登場・連覇の 太字 は歴代最多記録。
他の棋士との比較は、タイトル獲得記録、将棋のタイトル在位者一覧を参照
| タイトル                                                                            | 獲得年度  | 登場 | 獲得期数 | 連覇  | 永世称号（備考） |
| 竜王                                                                                | 2019-2020 | 3回  | 2期      | 2連覇 | －               |
| 名人                                                                                | 2019      | 3回  | 1期      | －    | －               |
| 叡王                                                                                | 2020      | 2回  | 1期      | －    | －               |
| 王位                                                                                | 2018      | 4回  | 1期      | －    | －               |
| 王座                                                                                | －        | 2回  | －       | －    | －               |
| 棋王                                                                                | －        | －   | －       | －    | －               |
| 王将                                                                                | －        | 2回  | －       | －    | －               |
| 棋聖                                                                                | 2018      | 3回  | 1期      | －    | －               |
| タイトル獲得 合計6期 / 登場回数 合計19回 （番勝負終了前は除く。2024年度名人戦まで） |           |      |          |       |                  |

タイトル戦登場回数（合計 19回、2024年 名人戦まで）
- 竜王 3回：第32期〈2019年度〉 - 2021年度
- 名人 3回：第77期〈2019年〉 - 2020年、2024年
- 叡王 2回：0第5期〈2019年度〉 - 2020年度
- 王位 4回：第59期〈2018年度〉- 2019、2021-2022年度
- 王座 2回：第62期〈2014年度〉、2022年度
- 王将 2回：第60期〈2010年度〉、2017年度
- 棋聖 3回：第86期〈2015年度〉、2018-2019年度

### 一般棋戦優勝
- 将棋日本シリーズ 3回（2016・2020・2021年度)
- NHK杯戦 1回（2021年度）
- 銀河戦 1回（2019年度）

優勝合計 5回

#### 非公式戦優勝
- ABEMA地域対抗戦 1回（2024年度）

### 将棋大賞
- 第37回（2009年度）　最多勝利賞、勝率一位賞　（※：連勝は1勝差で2位、対局数は2局差で2位）[19]
- 第38回（2010年度）　新人賞[21]
- 第39回（2011年度）　最多勝利賞[96]
- 第42回（2014年度）　最多対局賞、名局賞（羽生善治と対局した第62期王座戦第5局）[97]
- 第44回（2016年度）　連勝賞[98]
- 第45回（2017年度）　敢闘賞[99]
- 第46回（2018年度）　最優秀棋士賞[100]
- 第47回（2019年度）　優秀棋士賞、名局賞（木村一基と対局した第60期王位戦第7局）[101]
- 第48回（2020年度）　敢闘賞[102]
- 第49回（2021年度）　名局賞（藤井聡太と対局した第34期竜王戦第4局）[103]
- 第51回（2023年度）　名局賞（藤井聡太と対局した第71期王座戦挑戦者決定戦）[64]

### 在籍クラス
| 開始 年度 | (出典)順位戦出典 | (出典)順位戦出典 | (出典)順位戦出典 | (出典)順位戦出典 | (出典)順位戦出典 | (出典)順位戦出典 | (出典)順位戦出典 | (出典)順位戦出典 | (出典)竜王戦出典 | (出典)竜王戦出典 | (出典)竜王戦出典 | (出典)竜王戦出典 | (出典)竜王戦出典 | (出典)竜王戦出典 | (出典)竜王戦出典 | (出典)竜王戦出典 | (出典)竜王戦出典 | (出典)竜王戦出典 |
| 開始 年度 | 期               | 名人             | A級              | B級              | B級              | C級              | C級              | 0                | 期               | 竜王             | 1組              | 2組              | 3組              | 4組              | 5組              | 6組              | 決勝 T           |                  |
| 開始 年度 | 期               | 名人             | A級              | 1組              | 2組              | 1組              | 2組              | 0                | 期               | 竜王             | 1組              | 2組              | 3組              | 4組              | 5組              | 6組              | 決勝 T           |                  |
| --- | ---------------- | ---------------- | ---------------- | ---------------- | ---------------- | ---------------- | ---------------- | ---------------- | ---------------- | ---------------- | ---------------- | ---------------- | ---------------- | ---------------- | ---------------- | ---------------- | ---------------- | ---------------- |
| 2007 | 66               |                  |                  |                  |                  |                  | C244             | 7-3              | 21               |                  |                  |                  |                  |                  |                  | 6組              | 0-1              | 6-0              |
| 2008 | 67               |                  |                  |                  |                  |                  | C208             | 7-3              | 22               |                  |                  |                  |                  |                  | 5組              |                  | 2-1              | 5-0              |
| 2009 | 68               |                  |                  |                  |                  |                  | C206             | 10-0             | 23               |                  |                  |                  |                  | 4組              |                  |                  | --               | 4-2              |
| 2010 | 69               |                  |                  |                  |                  | C126             |                  | 8-2              | 24               |                  |                  |                  |                  | 4組              |                  |                  | --               | 6-1              |
| 2011 | 70               |                  |                  |                  |                  | C105             |                  | 7-3              | 25               |                  |                  |                  | 3組              |                  |                  |                  | 1-1              | 4-0              |
| 2012 | 71               |                  |                  |                  | B222             |                  |                  | 9-1              | 26               |                  |                  | 2組              |                  |                  |                  |                  | 0-1              | 3-1              |
| 2013 | 72               |                  |                  | B113             |                  |                  |                  | 9-3              | 27               |                  | 1組              |                  |                  |                  |                  |                  | --               | 1-2              |
| 2014 | 73               |                  |                  | B103             |                  |                  |                  | 6-6              | 28               |                  | 1組              |                  |                  |                  |                  |                  | 0-1              | 4-1              |
| 2015 | 74               |                  |                  | B107             |                  |                  |                  | 7-5              | 29               |                  | 1組              |                  |                  |                  |                  |                  | 0-1              | 3-1              |
| 2016 | 75               |                  |                  | B106             |                  |                  |                  | 8-4              | 30               |                  | 1組              |                  |                  |                  |                  |                  | --               | 2-2              |
| 2017 | 76               |                  | A 10             |                  |                  |                  |                  | 6-4              | 31               |                  | 1組              |                  |                  |                  |                  |                  | 0-1              | 3-1              |
| 2018 | 77               |                  | A06              |                  |                  |                  |                  | 8-1              | 32               |                  | 1組              |                  |                  |                  |                  |                  | 4-1              | 3-1              |
| 2019 | 78               | 名人             |                  |                  |                  |                  |                  | --               | 33               | 竜王             |                  |                  |                  |                  |                  |                  | --               | --               |
| 2020 | 79               |                  | A 01             |                  |                  |                  |                  | 6-3              | 34               | 竜王             |                  |                  |                  |                  |                  |                  | --               | --               |
| 2023 | 80               |                  | A 02             |                  |                  |                  |                  | 5-4              | 35               |                  | 1組              |                  |                  |                  |                  |                  | --               | 0-2              |
| 2022 | 81               |                  | A 04             |                  |                  |                  |                  | 6-3              | 36               |                  |                  | 2組              |                  |                  |                  |                  | 0-1              | 4-0              |
| 2023 | 82               |                  | A03              |                  |                  |                  |                  | 7-2              | 37               |                  | 1組              |                  |                  |                  |                  |                  | --               | 0-2              |
| 2024 | 83               |                  | A 01             |                  |                  |                  |                  | 4-5              | 38               |                  |                  | 2組              |                  |                  |                  |                  | --               | 0-1/昇 -         |
| 2025 | 84               |                  | A 06             |                  |                  |                  |                  | -                | 39               |                  |                  |                  |                  |                  |                  |                  |                  |                  |
| 順位戦、竜王戦の 枠表記 は挑戦者。右欄の数字は勝-敗(番勝負/PO含まず)。 順位戦の右数字はクラス内順位 ( x当期降級点 / *累積降級点 / +降級点消去 ) 順位戦の「F編」はフリークラス編入 /「F宣」は宣言によるフリークラス転出。 竜王戦の 太字 はランキング戦優勝、竜王戦の 組(添字) は棋士以外の枠での出場。 |                  |                  |                  |                  |                  |                  |                  |                  |                  |                  |                  |                  |                  |                  |                  |                  |                  |                  |

### 年度別成績
| 年度             | 対局数 | 勝数 | 負数 | 勝率   | (出典)  | 通算成績 | 通算成績 | 通算成績 | 通算成績 | 通算成績 |
| ---------------- | ------ | ---- | ---- | ------ | ------- | -------- | -------- | -------- | -------- | -------- |
| 2007年度         | 42     | 30   | 12   | 0.7142 | [ 106 ] | 対局数   | 勝数     | 負数     | 勝率     | (出典)   |
| 2008年度         | 40     | 29   | 11   | 0.7250 | [ 107 ] |          |          |          |          |          |
| 2009年度         | 59     | 45   | 14   | 0.7627 | [ 108 ] |          |          |          |          |          |
| 2010年度         | 52     | 35   | 17   | 0.6730 | [ 109 ] |          |          |          |          |          |
| 2007-2010 (小計) | 193    | 139  | 54   |        |         | 通算成績 | 通算成績 | 通算成績 | 通算成績 | 通算成績 |
| 年度             | 対局数 | 勝数 | 負数 | 勝率   | (出典)  | 対局数   | 勝数     | 負数     | 勝率     | (出典)   |
| 2011年度         | 60     | 44   | 16   | 0.7333 | [ 110 ] |          |          |          |          |          |
| 2012年度         | 48     | 35   | 13   | 0.7291 | [ 111 ] |          |          |          |          |          |
| 2013年度         | 49     | 35   | 14   | 0.7142 | [ 112 ] |          |          |          |          |          |
| 2014年度         | 56     | 35   | 21   | 0.6250 | [ 113 ] |          |          |          |          |          |
| 2015年度         | 57     | 35   | 22   | 0.6140 | [ 114 ] |          |          |          |          |          |
| 2016年度         | 56     | 39   | 17   | 0.6964 | [ 115 ] |          |          |          |          |          |
| 2017年度         | 62     | 44   | 18   | 0.7096 | [ 116 ] |          |          |          |          |          |
| 2018年度         | 55     | 35   | 20   | 0.6363 | [ 117 ] |          |          |          |          |          |
| 2019年度         | 58     | 39   | 19   | 0.6724 | [ 118 ] |          |          |          |          |          |
| 2020年度         | 54     | 33   | 19   | 0.6346 | [ 119 ] |          |          |          |          |          |
| 2011-2020 (小計) | 555    | 374  | 181  |        |         | 通算成績 | 通算成績 | 通算成績 | 通算成績 | 通算成績 |
| 年度             | 対局数 | 勝数 | 負数 | 勝率   | (出典)  | 対局数   | 勝数     | 負数     | 勝率     | (出典)   |
| 2021年度         | 58     | 29   | 29   | 0.5000 | [ 120 ] | 804      | 542      | 262      | 0.6741   | [ 121 ]  |
| 2022年度         | 53     | 32   | 21   | 0.6037 | [ 122 ] | 857      | 574      | 283      | 0.6697   | [ 123 ]  |
| 2023年度         | 44     | 24   | 20   | 0.5455 | [ 124 ] | 903      | 598      | 303      | 0.6637   | [ 125 ]  |
| 2024年度         | 38     | 14   | 24   | 0.3684 | [ 126 ] | 941      | 612      | 327      | 0.6517   | [ 127 ]  |
| 2021-2024 (小計) | 193    | 99   | 94   |        |         |          |          |          |          |          |
| 通算             | 941    | 612  | 327  | 0.6517 | [ 127 ] |          |          |          |          |          |
| 2024年度まで     |        |      |      |        |         |          |          |          |          |          |

### その他表彰
日本将棋連盟からの表彰
- 将棋栄誉賞（通算600勝、2024年5月22日） - 通算600勝309敗 (勝率0.660) / 受賞62人目（第72期王座戦 伊藤真吾六段 戦）[128][129]

その他からの表彰
- 第27回関西囲碁将棋記者クラブ賞（2019年）
- 大阪文化賞（2019年度）
- 第28回関西囲碁将棋記者クラブ賞（2020年）[130]

## コンピューター将棋
- 2014年3月29日、第3回電王戦のプロ側3番手としてコンピュータ将棋ソフトのYSSと対戦。序盤から中終盤まで圧倒する内容で佐藤紳哉ら前2局の敗戦の雪辱を果たし、プロ側に初勝利をもたらした。

## 出演

### Webテレビ
- 電王戦×TOYOTA「リアル車将棋」（2015年2月8日・3月1日、ニコニコ生放送）※3月は特別編[131]

### テレビ
- 将棋フォーカス（NHK Eテレ）
  - （2023年4月 - 2023年9月） - 番組内将棋講座「豊島将之の初段を目指す！スキがない将棋」講師

### CM
- 日清のどん兵衛「二軍どん兵衛も強いよね 篇」（2025年5月9日）[132]佐藤伸哉と共演でYoutubeなどの限定のWebCMである。前述の通り、佐藤紳哉の2012年の有名な発言をパロディ化している。

## 年表
| - タイトル戦は成績。人物名が書かれた部分は番勝負登場。 上段の氏名は対戦相手。うち、 太字L は敗退、 太字 はタイトル獲得(奪取・防衛)。 太字永 はタイトル獲得及び永世、名誉称号有資格獲得。 下段は勝敗。o : 豊島の勝ち / x : 豊島の負け / j : 持将棋 / s : 千日手指し直し - 一般棋戦 - 新人：新人王戦、朝日：朝日杯将棋オープン戦、銀河：銀河戦、日シ：将棋日本シリーズ、NHK：NHK杯テレビ将棋トーナメント - 将棋大賞は次年度4月1日付公表分。 最優：最優秀棋士賞、優：優秀棋士賞、特：特別賞、 率：勝率一位賞、勝：最多勝利賞、対：最多対局賞、連：連勝賞、 新：新人賞、名局：名局賞、名特：名局賞特別賞、升：升田幸三賞、升特：升田幸三賞特別賞、 敢闘：敢闘賞 - 賞金&対局料は、年度区切りではなく1月 - 12月の集計。単位は万円。()内は順位。 の年は全棋士中1位。 - 備考 - 少 : 最年少記録 初 : 史上初の記録 |

| 年度        | 名人 4-6月                | 叡王 4-6月                     | 棋聖 6-7月             | 王位 7-9月        | 王座 9-10月            | 竜王 10-12月            | 王将 1-3月           | 棋王 2-3月      | 一般 棋戦 優勝                                            | 将棋大賞                                                  | 賞金& 対局料                                              | 備 考                                                       |
| 2007        | －                        | －                             | －                     | －                | －                     | －                      | －                   | －              |                                                           |                                                           |                                                           | プロ入りは2007年4月1日 平成生まれ初のプロ棋士               |
| 2008        | 第66期 C級2組 C2残留      | －                             | 第79期 一次予選 敗退   | 第49期 予選敗退   | 第56期 二次予選 敗退   | 第21期 6組優勝 本戦敗退 | 第58期 一次予選 敗退 | 第34期 予選敗退 |                                                           |                                                           |                                                           |                                                             |
| 2009        | C級2組 C2残留             | －                             | 一次予選 敗退          | 予選敗退          | 一次予選 敗退          | 5組優勝 本戦敗退        | 挑決リーグ 陥落      | 予選敗退        |                                                           | 率 勝                                                     |                                                           | 五段昇段                                                    |
| 2010        | C級2組 C1昇級             | －                             | 二次予選 敗退          | 予選敗退          | 二次予選 敗退          | 4組残留                 | L久保利明 xoxxox     | 予選敗退        |                                                           | 新                                                        | 610                                                       | タイトル初挑戦 = 王将戦 六段昇段                            |
| 2011        | C級1組 C1残留             | －                             | 二次予選 敗退          | 挑決リーグ 陥落   | 二次予選 敗退          | 3組昇級                 | 挑決リーグ 残留      | 予選敗退        |                                                           | 勝                                                        | 1286                                                      |                                                             |
| 2012        | C級1組 B2昇級             | －                             | 一次予選 敗退          | 挑決リーグ 陥落   | 本戦敗退               | 3組優勝 本戦敗退        | 挑決リーグ 残留      | 本戦敗退        |                                                           |                                                           |                                                           | 七段昇段                                                    |
| 2013        | B級2組 B1昇級             | －                             | 二次予選 敗退          | 予選敗退          | 本戦敗退               | 2組準優勝 本戦敗退      | 挑決リーグ 陥落      | 予選敗退        |                                                           |                                                           | 1179                                                      |                                                             |
| 2014        | B級1組 B1残留             | －                             | 二次予選 敗退          | 挑決リーグ 陥落   | L羽生善治 xxoox        | 1組残留                 | 挑決リーグ 陥落      | 本戦敗退        |                                                           | 対 名局                                                   | 2160                                                      |                                                             |
| 2015        | B級1組 B1残留             | (第1期)                        | L羽生善治 xoxx         | 予選敗退          | 挑決敗退               | 1組3位 本戦敗退         | 二次予選 敗退        | 本戦敗退        |                                                           |                                                           | 2459                                                      |                                                             |
| 2016        | B級1組 B1残留             | (第2期)                        | 本戦敗退               | 挑決リーグ 残留   | 本戦敗退               | 1組5位 本戦敗退         | 挑決リーグ 残留      | 本戦敗退        | 日シ                                                      | 連                                                        | 2492                                                      | 八段昇段                                                    |
| 2017        | B級1組 A級昇級            | －                             | 二次予選 敗退          | 挑決リーグ 残留   | 二次予選 敗退          | 1組残留                 | L久保利明 oxxxox     | 本戦敗退        |                                                           | 敢闘                                                      | 1795                                                      |                                                             |
| 2018        | A級 A級残留               | 第3期 八段戦優勝 本戦敗退      | 羽生善治 oxoxo         | 菅井竜也 xoxoxoo  | 二次予選 敗退          | 1組準優勝 本戦敗退      | 挑決リーグ 残留      | 本戦敗退        |                                                           | 最優                                                      | 4722                                                      | 初タイトル = 棋聖戦 二冠 = 王位戦                           |
| 2019        | 佐藤天彦 soooo            | 八段戦敗退                     | L渡辺明 oxxx           | L木村一基 ooxxoxx | 挑決敗退               | 広瀬章人 oooxo          | 挑決リーグ 残留      | 本戦敗退        | 銀河                                                      | 優 名局                                                   | 7157                                                      | 九段昇段 竜王・名人（史上4人目） 三冠（史上9人目） = 名人戦 |
| 2020        | L渡辺明 xooxxx(6-8月開催) | 永瀬拓矢 sojjxxoxoo(6-9月開催) | 本戦敗退               | 挑決リーグ 残留   | 本戦敗退               | 羽生善治 oxooo          | 挑決リーグ 残留      | 本戦敗退        | 日シ                                                      | 敢闘                                                      | 10645                                                     | 二冠 = 叡王戦                                               |
| 2021        | A級 A級残留               | L藤井聡太 xoxox(7-9月開催)     | 本戦敗退               | L藤井聡太 oxxxx   | 本戦敗退               | L藤井聡太 xxxx          | 挑決リーグ 陥落      | 本戦敗退        | 日シ NHK                                                  | 名局                                                      | 8145                                                      |                                                             |
| 2022        | A級 A級残留               | 本戦敗退                       | 本戦敗退               | L藤井聡太 oxxxx   | L永瀬拓矢 osxxx        | 2組降級                 | 挑決リーグ 残留      | 本戦敗退        |                                                           |                                                           | 5071                                                      |                                                             |
| 2023        | A級 A級残留               | 九段戦敗退                     | 二次予選 敗退          | 挑決リーグ 残留   | 挑決敗退               | 2組優勝 本戦敗退        | 挑決リーグ 陥落      | 本戦敗退        |                                                           | 名局                                                      | 2223                                                      |                                                             |
| 2024        | L藤井聡太 xxxox           | 九段戦敗退                     | 二次予選 敗退          | 挑決リーグ 陥落   | 本戦敗退               | 1組 2組降級             | 二次予選 敗退        | 本戦敗退        |                                                           |                                                           | 2348                                                      |                                                             |
| 2025        | (第83期) A級 A級残留      | (第10期) 本戦敗退              | (第96期) 二次予選 敗退 | (第66期) 予選敗退 | (第73期) 二次予選 敗退 | (第38期) 2組            | (第75期)             | (第51期)        |                                                           |                                                           |                                                           |                                                             |
| 年度        | 名人 4-6月                | 叡王 4-6月                     | 棋聖 6-7月             | 王位 7-9月        | 王座 9-10月            | 竜王 10-12月            | 王将 1-3月           | 棋王 2-3月      | 一般 棋戦 優勝                                            | 将棋大賞                                                  | 賞金& 対局料                                              | 備 考                                                       |
| タイトル 戦 | 登場 3回 獲得 1期         | 登場 2回 獲得 1期              | 登場 3回 獲得 1期      | 登場 4回 獲得 1期 | 登場 2回 -             | 登場 3回 獲得 2期       | 登場 2回 -           | -               | タイトル戦 登場回数 合計19回 ＿タイトル 獲得期数 合計06期 | タイトル戦 登場回数 合計19回 ＿タイトル 獲得期数 合計06期 | タイトル戦 登場回数 合計19回 ＿タイトル 獲得期数 合計06期 | タイトル戦 登場回数 合計19回 ＿タイトル 獲得期数 合計06期   |

## 肩書き
昇段およびタイトルの獲得、失冠による肩書きの遍歴を記す。（色付きは継続中の記録）
| 日付           | 肩書き     | 保持タイトル     | 日数   | 備考                                  |
| -------------- | ---------- | ---------------- | ------ | ------------------------------------- |
| 2007年04月01日 | 四段       |                  | 0768日 | プロ入り                              |
| 2009年05月08日 | 五段       |                  | 0570日 | 竜王ランキング戦連続2回昇級による昇段 |
| 2010年11月29日 | 六段       |                  | 0507日 | タイトル挑戦による昇段 第60期王将戦   |
| 2012年04月19日 | 七段       |                  | 1785日 | 竜王ランキング戦連続2回昇級による昇段 |
| 2017年03月09日 | 八段       |                  | 0495日 | 第77期順位戦A級昇級による昇段         |
| 2018年07月17日 | 棋聖       | 棋聖             | 0072日 | 棋聖獲得 第89期棋聖戦                 |
| 2018年09月27日 | 二冠       | 王位・棋聖       | 0232日 | 王位獲得 第59期王位戦                 |
| 2019年05月17日 | 名人       | 名人・王位・棋聖 | 0204日 | 名人獲得 第77期名人戦                 |
| 2019年07月09日 | 名人       | 名人・王位       | 0204日 | 棋聖失冠 第90期棋聖戦                 |
| 2019年09月26日 | 名人       | 名人             | 0204日 | 王位失冠 第60期王位戦                 |
| 2019年12月07日 | 竜王・名人 | 竜王・名人       | 0252日 | 竜王獲得 第32期竜王戦                 |
| 2020年08月15日 | 竜王       | 竜王             | 0455日 | 名人失冠 第78期名人戦                 |
| 2020年09月21日 | 竜王       | 竜王・叡王       | 0455日 | 叡王獲得 第05期叡王戦                 |
| 2021年09月13日 | 竜王       | 竜王             | 0455日 | 叡王失冠 第06期叡王戦                 |
| 2021年11月13日 | 九段       |                  | 1364日 | 竜王失冠 第34期竜王戦                 |

## 著書

### 単著
- マイコミ将棋BOOKS 豊島将之の定跡研究（2011年1月、毎日コミュニケーションズ、ISBN 978-4839937942）
- 豊島の将棋 実戦と研究（マイナビ将棋BOOKS）（2014年1月、マイナビ、ISBN 978-4839950484）

### 共著
- 関西新鋭棋士実戦集（マイコミ将棋BOOKS）（糸谷哲郎、村田智弘共著、2008年7月、毎日コミュニケーションズ、ISBN 978-4839929060）

### 監修
- マンガでわかる　子ども・初級者のための１手詰（著作者名：小田切秀人、さざなみ、マイナビ出版、2024年09月、ISBN 978-4839985547） - 本書で豊島は、バスケットボールが直撃したことで５つに分裂した「ミニしま先生」と化してしまい、バスケ少女の成田杏ちゃんが詰将棋を解くことで豊島を元の姿に戻すという内容。SNS上ではこれを『五等分の花嫁』になぞらえて「五等分の豊島」と表現。「ミニしま先生」と「五等分の豊島」が、それぞれ将棋流行語大賞2024の3位と2位になる[133]